# Pru (distrikt)
Pru är ett distrikt i Ghana.   Det ligger i regionen Brong-Ahaforegionen, i den centrala delen av landet, 300 km norr om huvudstaden Accra. Antalet invånare är 129 248. Arean är 617 kvadratkilometer. Pru gränsar till East Gonja. 
Terrängen i Pru är lite kuperad.